# مارک زوبک
مارک زوبک (چکی: Marek Zúbek؛ زادهٔ ۵ اوت ۱۹۷۵) بازیکن فوتبال اهل جمهوری چک بود.
از باشگاه‌هایی که در آن بازی کرده‌است می‌توان به باشگاه فوتبال فاستاو زلین، باشگاه فوتبال زبرویوفکا برنو، و باشگاه فوتبال بانیک استراوا اشاره کرد.
وی همچنین در تیم‌های ملی فوتبال زیر ۲۱ سال جمهوری چک و جمهوری چک بازی کرده‌است.